# Рябиченко Анатолій Андрійович
Анатолій Андрійович Рябиченко (нар. 22 грудня 1939, Москва, СРСР — пом. 13 січня 2003, Москва, Росія) — радянський хокеїст, захисник.
Вихованець хокейної школи московського «Динамо». За основний склад виступав у чемпіонаті 1962/63. Протягом наступних десяти сезонів захищав кольори київського «Динамо». Переможець другого дивізіону в чемпіонаті 1963/64. Майстер спорту СРСР. В елітній лізі провів шість сезонів (приблизно 150 матчів, 15 закинутих шайб).